# ملتيغو
ملتيغو (Maltego) هو برنامج يستخدم لاستخبارات المصادر المفتوحة وعلم الأدلة الجنائية، تم تطويره بواسطة باترفا (Paterva). يركز ملتيغو على توفير مكتبة من التحولات لاكتشاف البيانات من المصادر المفتوحة، وتصور تلك المعلومات في شكل رسم بياني، مناسبة لتحليل الروابط واستخراج البيانات. اعتبارًا من عام 2018، تولى فريق «تقنيات ملتيغو» (Maltego Technologies) ومقره في ميونيخ، ألمانيا المسؤولية عن جميع العمليات العالمية التي تواجه العملاء.
يسمح ملتيغو بإنشاء كيانات مخصصة، مما يسمح لها بتمثيل أي نوع من المعلومات بالإضافة إلى أنواع الكيانات الأساسية التي تعد جزءًا من البرنامج. يتمثل التركيز الأساسي للتطبيق في تحليل العلاقات الواقعية (الشبكات الاجتماعية وعقد شبكة الكمبيوتر) بين الأشخاص والمجموعات وصفحات الويب والمجالات والشبكات والبنية التحتية للإنترنت والانتماءات مع الخدمات عبر الإنترنت مثل تويتر ووفيسبوك. من بين مصادر بياناته سجلات نظام أسماء النطاقات (DNS) ، سجلات (whois)، محركات البحث، الشبكات الاجتماعية عبر الإنترنت، واجهات برمجة التطبيقات المختلفة وبيانات التعريف المختلفة. يتم استخدامه من قبل الباحثين الأمنيين والمحققين الخاصين.

## روابط خارجية
- Maltego Introduction and Personal Recon نسخة محفوظة 9 أغسطس 2020 على موقع واي باك مشين.
- Visualizing DomainTools Data with Maltego